# Filip Gustafsson
Filip Carl David Gustafsson, född 9 mars 2002, är en svensk fotbollsspelare (defensiv mittfältare) som spelar för Gais.

## Karriär
Gustafssons moderklubb är Smålandsstenars GoIF, och han gjorde som 15-åring klart med IF Elfsborg i juni 2017. Senare samma sommar blev han även uttagen i U15-landslaget. Han anslöt till Elfsborg året därpå, och blev senare lagkapten i Elfsborgs U19-lag, men lyckades inte ta en plats i A-laget och blev tvungen att söka sig vidare. Hans tränare i U19, Emir Bajrami, tipsade Gais sportchef Magnus Sköldmark om Gustafsson, och efter en veckas provträning fick han ett kontraktsförslag med klubben, som nyligen blivit degraderade till Ettan södra. Han hade då även provtränat med Jönköpings Södra IF.
I sin debutsäsong för Gais noterades han för 26 framträdanden i Ettan södra, men efter minimalt med speltid för Gais i Superettan 2023 lånades han i juli ut till Norrby IF i Ettan södra. Efter säsongen 2023 förlängde Gais och Gustafsson kontraktet med två år. I april 2024 lånades han åter ut till Norrby i ett samarbetsavtal som innebar att han kunde representera båda klubbarna. Större delen av säsongen spelade han ändå i Allsvenskan med Gais, där han noterades för 14 matcher varav två från start, medan det bara blev en match med Norrby i Ettan. Efter säsongen 2024 förlängde Gustafsson återigen sitt kontrakt med Gais, denna gång till och med säsongen 2027.